# Les Salces
Les Salces is een gemeente in het Franse departement Lozère (regio Occitanie) en telt 94 inwoners (2009). De plaats maakt deel uit van het arrondissement Mende.

## Geografie
De oppervlakte van Les Salces bedraagt 44,5 km², de bevolkingsdichtheid is dus 2,1 inwoners per km².
De onderstaande kaart toont de ligging van Les Salces met de belangrijkste infrastructuur en aangrenzende gemeenten.

## Demografie
Onderstaande figuur toont het verloop van het inwonertal (bron: INSEE-tellingen).